# Vladímir Voroshílov
Vladimir Nikolaevich Voroschilov (en cirílico Владимир Николаевич Воросцхилов) (1908-1999) fue un botánico ruso. Gran parte de sus colecciones de especímenes vegetales se hallan en el herbario de la Universidad Estatal de Moscú

## Algunas publicaciones

### Libros
- 1966. Opredelitel rastenii Moskovskoi oblasti [Identificación de las plantas de la Región de Moscú]. Ed. Izdatelstvo Naúka. 365 pp.

- p. Vorobjev, v.n. Voroschilov, p.g. Gorovoy, a.i. Shreter. 1966. Key for the Plants of Primorye and Priamurye. Naúka, Moscú-Leningrado, 490 pp.

- 1961. Plants native to the USSR.: The summary accounts of introduction in the Main Botanical Garden of the Academy of Sciences of the USSR. 359 pp.

- La abreviatura «Vorosch.» se emplea para indicar a Vladímir Voroshílov como autoridad en la descripción y clasificación científica de los vegetales.[2]